# ATP Finals 2021
Finala ATP 2021 este un turneu de tenis masculin care se joacă la Pala Alpitour în Torino, Italia, în perioada 14-21 noiembrie 2021. Este evenimentul care încheie sezonul 2021 și destinat celor mai bine clasați jucători la simplu și la dublu.
Aceasta va fi prima dată când Torino va găzdui campionatele de la sfârșitul anului ATP Tour. Va fi cea de-a 52-a ediție a turneului (a 47-a la dublu). Turneul este condus de Asociația Profesioniștilor din Tenis (ATP) și face parte din Turul ATP 2021. Evenimentul va avea loc pe terenuri dure acoperite. Va servi drept campionate de sfârșit de sezon pentru jucătorii din Turul ATP.
Cei opt jucători care se califică pentru eveniment sunt împărțiți în două grupe de câte patru. În această etapă, jucătorii concurează într-un format round-robin (adică jucătorii joacă împotriva tuturor celorlalți jucători din grupa lor). Primii doi jucători cu cele mai bune rezultate din fiecare grupă se califică pentru semifinale, unde câștigătorii unei grupe se confruntă cu jucătorul de pe locul secund al celeilalte grupe. Această etapă, însă, este o etapă de eliminare. Competiția de dublu folosește același format.

## Jucători calificați

### Simplu
| # | Jucător            | Puncte | Dată calificare |
| - | ------------------ | ------ | --------------- |
| 1 | Novak Djokovic     |        | 11 iulie        |
| 2 | Daniil Medvedev    |        | 13 septembrie   |
| 3 | Alexander Zverev   |        | 11 octombrie    |
| 4 | Stefanos Tsitsipas | 5.695  | 13 septembrie   |
| 5 | Andrei Rubliov     | 4.210  | 23 octombrie    |
| 6 | Matteo Berrettini  | 4.090  | 25 octombrie    |
| 7 | Hubert Hurkacz     |        | 5 noiembrie     |
| 8 | Casper Ruud        |        | 4 noiembrie     |

### Dublu
| # | Jucători                            | Puncte | Dată calificare |
| - | ----------------------------------- | ------ | --------------- |
| 1 | Nikola Mektić Mate Pavić            |        | 6 iulie         |
| 2 | Rajeev Ram Joe Salisbury            |        | 3 septembrie    |
| 3 | Marcel Granollers Horacio Zeballos  |        | 30 septembrie   |
| 4 | Pierre-Hugues Herbert Nicolas Mahut |        | 13 septembrie   |
| 5 | Juan Sebastián Cabal Robert Farah   |        | 26 octombrie    |
| 6 | Ivan Dodig Filip Polášek            |        | 20 octombrie    |
| 7 | Kevin Krawietz Horia Tecău          |        | 4 noiembrie     |
| 8 | Jamie Murray Bruno Soares           |        | 4 noiembrie     |

## Simplu
Hubert Hurkacz, Casper Ruud, Jannik Sinner (în calitate de înlocuitor al lui Matteo Berrettini) și Cameron Norrie (în calitate de înlocuitor al lui Stefanos Tsitsipas) își fac debutul la eveniment.
Berrettini s-a retras din meciul său împotriva lui Alexander Zverev după ce a suferit o accidentare abdominală și ulterior s-a retras din turneu. Tsitsipas s-a retras din cauza unei răni la cot.
Este pentru a patra oară când ambii jucători supleanți au fost obligați să înlocuiască jucători în Finala ATP, cazurile anterioare fiind în 1997, 1998 și 2005.

### Tablou final
|  | Semifinale | Semifinale       | Semifinale | Semifinale      | Semifinale |   |   | Finală           | Finală | Finală | Finală | Finală |  |
|  |            |                  |            |                 |            |   |   |                  |        |        |        |        |  |
|  | 1          | Novak Djokovic   | 64         | 6               | 3          |   |   |                  |        |        |        |        |  |
|  | 1          | Novak Djokovic   | 64         | 6               | 3          |   |   |                  |        |        |        |        |  |
|  | 3          | Alexander Zverev | 7          | 4               | 6          |   |   |                  |        |        |        |        |  |
|  | 3          | Alexander Zverev | 7          | 4               | 6          |   | 3 | Alexander Zverev | 6      | 6      |        |        |  |
|  |            |                  |            |                 |            |   | 3 | Alexander Zverev | 6      | 6      |        |        |  |
|  |            |                  | 2          | Daniil Medvedev | 4          | 4 |   |                  |        |        |        |        |  |
|  | 2          | Daniil Medvedev  | 2          | Daniil Medvedev | 4          | 4 | 6 | 6                |        |        |        |        |  |
|  | 2          | Daniil Medvedev  |            |                 |            |   |   |                  |        |        |        |        |  |
|  | 8          | Casper Ruud      | 4          | 2               |            |   |   |                  |        |        |        |        |  |

### Grupa Verde
|      |                                   | Djokovic      | Tsitsipas Norrie          | Rubliov                 | Ruud                      | RR C–P | Set C–P            | Game C–P               | Clasament |
| 1    | Novak Djokovic                    |               | (w/ Norrie)               | 6–3, 6–2                | 7–6(7–4), 6–2             | 2–0    | 4–0 (100%)         | 25–13 (66%)            | 1         |
| 4 10 | Stefanos Tsitsipas Cameron Norrie | (w/ Norrie)   |                           | 4–6, 4–6 (w/ Tsitsipas) | 6–1, 3–6, 4–6 (w/ Norrie) | 0–1    | 0–2 (0%) 1–2 (33%) | 8–12 (40%) 13–13 (50%) | X 4       |
| 5    | Andrei Rubliov                    | 3–6, 2–6      | 6–4, 6–4 (w/ Tsitsipas)   |                         | 6–2, 5–7, 6–7(5–7)        | 1–2    | 3–4 (43%)          | 34–36 (49%)            | 3         |
| 8    | Casper Ruud                       | 6–7(4–7), 2–6 | 1–6, 6–3, 6–4 (w/ Norrie) | 2–6, 7–5, 7–6(7–5)      |                           | 2–1    | 4–4 (50%)          | 37–43 (46%)            | 2         |

### Grupa Roșie
|     |                                 | Medvedev                             | Zverev                              | Berrettini Sinner                    | Hurkacz              | RR C–P  | Set C–P             | Game C–P             | Clasament |
| 2   | Daniil Medvedev                 |                                      | 6–3, 6–7(3–7), 7–6(8–6)             | 6–0, 6–7(5–7), 7–6(10–8) (w/ Sinner) | 6–7(5–7), 6–3, 6–4   | 3–0     | 6–3 (67%)           | 56–43 (57%)          | 1         |
| 3   | Alexander Zverev                | 3–6, 7–6(7–3), 6–7(6–8)              |                                     | 7–6(9–7), 1–0, ret. (w/ Berrettini)  | 6–2, 6–4             | 2–1     | 5–2 (71%)           | 36–31 (54%)          | 2         |
| 6 9 | Matteo Berrettini Jannik Sinner | 0–6, 7–6(7–5), 6–7(8–10) (w/ Sinner) | 6–7(7–9), 0–1, ret. (w/ Berrettini) |                                      | 6–2, 6–2 (w/ Sinner) | 0–1 1–1 | 0–2 (0%)† 3–2 (60%) | 0–0 (0%) 25–23 (52%) | X 3       |
| 7   | Hubert Hurkacz                  | 7–6(7–5), 3–6, 4–6                   | 2–6, 4–6                            | 2–6, 2–6 (w/ Sinner)                 |                      | 0–3     | 1–6 (14%)           | 24–42 (36%)          | 4         |

† În conformitate cu regulile ATP, retragerea lui Berrettini în meciul împotriva lui Zverev a fost considerată o înfrângere în set direct în stabilirea clasamentului turneului.
Clasamentul este determinat de: 1) Numărul de victorii; 2) Numărul de meciuri; 3) Dacă doi jucători sunt la egalitate, se va ține cont de meciul direct; 4) Dacă trei jucători sunt la egalitate, se ține cont de (a) procentul de seturi câștigate, (b) procentul de meciuri câștigate, (c) clasamentul ATP

## Dublu

### Tablou final
|  | Semifinale | Semifinale                          | Semifinale | Semifinale               | Semifinale |    |                                     | Finală | Finală | Finală | Finală | Finală |  |
|  |            |                                     |            |                          |            |    |                                     |        |        |        |        |        |  |
|  | 4          | Marcel Granollers Horacio Zeballos  | 3          | 4                        |            |    |                                     |        |        |        |        |        |  |
|  | 4          | Marcel Granollers Horacio Zeballos  | 3          | 4                        |            |    |                                     |        |        |        |        |        |  |
|  | 3          | Pierre-Hugues Herbert Nicolas Mahut | 6          | 6                        |            |    |                                     |        |        |        |        |        |  |
|  | 3          | Pierre-Hugues Herbert Nicolas Mahut | 6          | 6                        |            | 3  | Pierre-Hugues Herbert Nicolas Mahut | 6      | 7      |        |        |        |  |
|  |            |                                     |            |                          |            | 3  | Pierre-Hugues Herbert Nicolas Mahut | 6      | 7      |        |        |        |  |
|  |            |                                     | 2          | Rajeev Ram Joe Salisbury | 4          | 60 |                                     |        |        |        |        |        |  |
|  | 2          | Rajeev Ram Joe Salisbury            | 2          | Rajeev Ram Joe Salisbury | 4          | 60 | 4                                   | 7      | [10]   |        |        |        |  |
|  | 2          | Rajeev Ram Joe Salisbury            |            |                          |            |    |                                     |        |        |        |        |        |  |
|  | 1          | Nikola Mektić Mate Pavić            | 6          | 63                       | [4]        |    |                                     |        |        |        |        |        |  |

### Grupa Verde
|   |                                    | Mektić Pavić  | Granollers Zeballos     | Dodig Polášek           | Krawietz Tecău        | RR C–P | Set C–P   | Game C–P    | Clasament |
| 1 | Nikola Mektić Mate Pavić           |               | 4–6, 6–7(4–7)           | 6–4, 7–6(8–6)           | 6–4, 6–4              | 2–1    | 4–2 (67%) | 35–31 (53%) | 2         |
| 4 | Marcel Granollers Horacio Zeballos | 6–4, 7–6(7–4) |                         | 4–6, 7–6(12–10), [10–6] | 3–6, 7–6(7–1), [6–10] | 2–1    | 5–3 (63%) | 35–35 (50%  | 1         |
| 6 | Ivan Dodig Filip Polášek           | 4–6, 6–7(6–8) | 6–4, 6–7(10–12), [6–10] |                         | 7–6(7–2), 7–5         | 1–2    | 3–4 (43%) | 36–36 (50%) | 3         |
| 8 | Kevin Krawietz Horia Tecău         | 4–6, 4–6      | 6–3, 6–7(1–7), [10–6]   | 6–7(2–7), 5–7           |                       | 1–2    | 2–5 (29%) | 32–36 (47%) | 4         |

### Grupa Roșie
|   |                                     | Ram Salisbury          | Herbert Mahut          | Cabal Farah      | Murray Soares | RR C-P | Set C-P   | Game C-P    | Clasament |
| 2 | Rajeev Ram Joe Salisbury            |                        | 6–7(7–9), 6–0, [13–11] | 7–5, 2–6, [11–9] | 6–1, 7–6(7–5) | 3–0    | 6–2 (75%) | 36–25 (59%) | 1         |
| 3 | Pierre-Hugues Herbert Nicolas Mahut | 7–6(9–7), 0–6, [11–13] |                        | 7–6(7–1), 6–4    |               | 1–1    | 3–2 (60%) | 20–23 (47%) | 2         |
| 5 | Juan Sebastián Cabal Robert Farah   | 5–7, 6–2, [9–11]       | 6–7(1–7), 4–6          |                  | 6–2, 6–4      | 1–2    | 3–4 (43%) | 33–29 (53%) | 3         |
| 7 | Jamie Murray Bruno Soares           | 1–6, 6–7(5–7)          |                        | 2–6, 4–6         |               | 0–2    | 0–4 (0%)  | 13–25 (34%) | 4         |

Clasamentul este determinat de: 1) Numărul de victorii; 2) Numărul de meciuri; 3) Dacă doi jucători sunt la egalitate, se va ține cont de meciul direct; 4) Dacă trei jucători sunt la egalitate, se ține cont de (a) procentul de seturi câștigate, (b) procentul de meciuri câștigate, (c) clasamentul ATP